# Mary Cover Jones
Mary Cover Jones (1 de septiembre de 1896 - 22 de julio de 1987) fue una psicóloga estadounidense. Dentro de la psicología, Mary Cover Jones destaca como una pionera de la terapia de conducta - Joseph Wolpe la apodó "la madre de la terapia de conducta". Jones desarrolló la técnica de desensibilización, empleada en las fobias.

## Biografía
Mary Cover Jones estudió psicología en el Vassar College, donde se graduó en 1919, tras lo cual pasó a trabajar con el conocido psicólogo John B. Watson en la década de 1920.
Posteriormente desarrolló su trabajo profesional en el campo de la psicología del desarrollo, formando parte de la investigación longitudinal llamada "Estudio de Crecimiento de Oakland" durante 55 años, publicando numerosos artículos y llegando a ser Presidente de la División 35 (Sociedad para la Psicología de las Mujeres) de la APA. Fue pionera de la comunicación televisiva en el año 1952, cuando ella y su marido produjeron el primer curso de televisión educativa en psicología infantil.
En 1968, Jones recibió el premio G. Stanley Hall de la American Psychological Association (APA).
Mary Cover Jones falleció en Santa Bárbara (California) el 22 de julio de 1987.